# Росанна Крофорд
Росанна Крофорд (англ. Rosanna Crawford; нар. 23 травня 1988, Кенмор, Альберта, Канада) — канадська біатлоністка, учасниця Олімпійських ігор та Чемпіонатів світу з біатлону.

## Виступи на Олімпійських іграх
| Рік  | Місце проведення | Інд | Спр | Пр | МС | Ест |
| 2010 | Ванкувер         | 76  | 72  |    |    | 15  |

## Виступи на чемпіонатах світу
| Рік  | Місце проведення     | Інд | Спр | Пр | МС | Ест | ЗМ |
| 2013 | Нове Место-на-Мораві | 17  | 77  |    |    | 12  | 15 |

## Кар'єра в Кубку світу
- Дебют в кубку світу — 13 січня 2010 року в спринті в Рупольдінгу — 77 місце.
- Перше попадання в залікову зону — 8 грудня 2012 року в гонці переслідування в Гохфільцені — 25 місце.
- Перше попадання на розширений подіум — 14 грудня 2014 року в гонці переслідування в Гохфільцені — 5 місце.
- Перше попадання на подіум — 11 січня 2017 року в індивідуальній гонці в Рупольдинзі — 3 місце.

## Загальний залік Кубку світу
- 2012–2013 — 44-е місце (119 балів)

## Статистика стрільби
| № п/п | Сезон     | Загальна         | Індивідуальна гонка | Спринт         | Гонка переслідування | Мас-старт      | Естафета       |
| ----- | --------- | ---------------- | ------------------- | -------------- | -------------------- | -------------- | -------------- |
| 1     | 2009-2010 | 84,1 % (95/113)  | 80,0 % (32/40)      | 88,0 % (44/50) | 0,0 % (0/0)          | 0,0 % (0/0)    | 82,6 % (19/23) |
| 2     | 2010-2011 | 74,5 % (108/145) | 90,0 % (18/20)      | 73,3 % (44/60) | 70,0 % (28/40)       | 0,0 % (0/0)    | 72,0 % (18/25) |
| 3     | 2011-2012 | 80,2 % (81/101)  | 65,0 % (13/20)      | 77,5 % (31/40) | 85,0 % (17/20)       | 0,0 % (0/0)    | 95,2 % (20/21) |
| 4     | 2012-2013 | 81,4 % (223/274) | 87,5 % (35/40)      | 81,3 % (65/80) | 80,0 % (48/60)       | 75,0 % (15/20) | 81,1 % (60/74) |